# アンダーカバーコップ
『アンダーカバーコップ』（Undercovercop、原題：Underclassman）は2005年のアメリカ合衆国の映画。マルコス・シーガの監督作品。

## あらすじ
新米刑事のトレは自転車警官隊でありながら上司の言うことも聞かず、破天荒な捜査ばかりを行っていた。しかしそれは亡き名刑事の父に憧れる想いからであった。ある日トレは市長から潜入捜査の話を聞き、自分がやりたいと申し出る。今回の任務はトレが最適だと判断され潜入捜査を行うことになり、張り切るトレであったが、なんとその潜入先は名門高校だった。
この高校では以前に生徒が不審死をしており、任務の内容はこの不審死に事件性が無いかを調べること。文句を言いつつもさっそく潜入捜査を開始するトレ。バスケットチームに入り情報を探るが、そこで情報を持っていると思われる人物とトラブルを起こしたり、さらには犯人を間違えたりしてしまう。しかし犯人逮捕にかける強い思いから、ついに犯人を見つけ出す。

## キャスト
- トレ・ストークス： ニック・キャノン
- アールザ・バム： バート・マッカーシー
- リサ・ブルックス： ケリー・ヒュー
- キャプテン・ヴィクター・オエルガド： チーチ・マリン
- マイケル・バリー： ピーター・ブライアント
- ロブ・ドノバン： ショーン・アシュモア
- カレン・ロペス： ロゼリン・サンチェス
- ヘッドマスター・フェリックス・パワーズ： ヒュー・ボネヴィル
- エドワード・マードック： ヴィシーズ
- ウォーレン・ウィリアムス： ライアン・ベイル

## スタッフ
- 監督： マルコス・シーガ
- 脚本： ブレント・ゴールドバーグ
- 原案： ニック・キャノン、ブレント・ゴールドバーグ、デヴィッド・ワグナー
- 制作： ピーター・エイブラムス（英語版）、ロバート・L・レヴィ（英語版）、アンドリュー・パネイ
- 制作総指揮： ニック・キャノン、ジム・ダイヤー、マイケル・ゴールドマン、ボブ・オシャー、ボブ・ワインスタイン、ハーヴェイ・ワインスタイン
- 出演者： ニック・キャノン
- 音楽： BT
- 撮影： デヴィッド・ヘニングス
- 上映時間： 93分
- 制作年： 2005年
- 制作国： アメリカ
- 言語： 英語